# Campina das Missões
Campina das Missões là một đô thị thuộc bang Rio Grande do Sul, Brasil. Đô thị này có diện tích 227,91 km²; dân số năm 2007 là 6.345 người; mật độ 27,84 người/km².